# Rio Santo Agostinho
Rio Santo Agostinho är ett vattendrag i Brasilien.   Det ligger i delstaten Espírito Santo, i den sydöstra delen av landet, 900 km sydost om huvudstaden Brasília.
Omgivningarna runt Rio Santo Agostinho är huvudsakligen savann. Runt Rio Santo Agostinho är det tätbefolkat, med 286 invånare per kvadratkilometer.